# CH1903
CH1903 o LV03 «Landesvermessung 1903» definisce il sistema geodetico, della Svizzera e del Liechtenstein, riferito ai dati astronomici del 1903.
L'ellissoide associato a questo sistema di riferimento è l'ellissoide di Bessel 1841 orientato a Berna . Il punto fondamentale è nel meridiano passante per il vecchio osservatorio di Berna, che ha la longitudine ellissoidica e = 7°26'22.50" e la latitudine ellissoidica ö o= 46°57'08.66". La quota ellissoidica del punto fondamentale è dedotta dalla quota del «Repère Pierre du Niton» una roccia nel porto di Ginevra, con una altezza di 373,60 metri al di sopra della media dell'acqua nel porto di Marsiglia e dalla quota del geoide N = 0 m a Schwerzenbach (y = 691 971 m e x = 248 240 m).
Le coordinate nazionali del centro di proiezione sono stabilite con y = 600 000.00 m (coordinata Est) e x = 200 000.00 m (coordinata Nord).
Il punto zero passante per Berna è l'origine delle coordinate "civili". Le "coordinate militari" vengono ottenuti mediante un aumento di y = 600 km, x = 200 km. Il punto zero delle "coordinate militari" è vicino a Bordeaux, in Francia. Il vantaggio è che i valori delle coordinate all'interno della confederazione sono sempre positivi.
La misurazione nel Liechtenstein si eseguono solo con le "coordinate civili". 
La rete geodetica associata è quella dell'Swisstopo.
Il datum CH1903 è stato perfezionato e il migliorato con CH1903+ che si basa su WGS84.

## Ellissoide
Al sistema CH1903 è associato l'ellissoide di riferimento di Bessel 1841, descritto dai seguenti parametri:
- semiasse maggiore: a = 6 377 397.155 m
- appiattimento (f = 1/299.15281285)

## Campi di applicazione
CH1903 è il sistema di coordinate "ufficiale" in Svizzera. L'Ufficio di Pianificazione Territoriale e Rilievo, il dall'Ufficio federale di statistica e molte altre agenzie governative utilizzano CH1903 per la georeferenziazione.

## Passaggio dal CH1903 al WGS84

### Basi di calcolo
La conversione del ellissoidale con coordinate WGS84 alle coordinate di proiezione svizzere (CH1903) può essere facilmente realizzata mediante una formula di approssimazione. Con le formule descritte di seguito è possibile raggiungere una precisione di circa un metro.
1 Le coordinate sono convertite in secondi sessagesimali. Risultato: larghezza φ e la lunghezza di λ.
2 Ci sono le variabili ausiliarie φ 'e λ' è formato da φ e λ. Le formule sono:
{\displaystyle \varphi '={\frac {\varphi -169028.66}{10000}}}
{\displaystyle \lambda '={\frac {\lambda -26782.5}{10000}}}
3 Infine, le coordinate svizzere ( xe ycalcolato in m): ({\displaystyle x} und {\displaystyle y} in m) berechnet:
{\displaystyle {\begin{matrix}x&=&200147.07\\\ &+&308807.95\cdot \varphi '\\\ &+&3745.25\cdot \lambda '^{2}\\\ &+&76.63\cdot \varphi '^{2}\\\ &+&119.79\cdot \varphi '^{3}\\\ &-&194.56\cdot \lambda '^{2}\cdot \varphi '\end{matrix}}}
{\displaystyle {\begin{matrix}y&=&600072.37\\\ &+&211455.93\cdot \lambda '\\\ &-&10938.51\cdot \lambda '\cdot \varphi '\\\ &-&0.36\cdot \lambda '\cdot \varphi '^{2}\\\ &-&44.54\cdot \lambda '^{3}\end{matrix}}}